# Pilar (Paraguay)
 For alternative betydninger, se Pilar (flertydig). (Se også artikler, som begynder med Pilar)
Pilar er en by i den sydvestlige del af Paraguay, med et indbyggertal (pr. 2008) på cirka 29.000. Byen blev grundlagt i 1779, og er hovedstad i departementet Ñeembucú.